# Tubariopsis torquipes
Tubariopsis torquipes är en svampart som beskrevs av R. Heim 1931. Tubariopsis torquipes ingår i släktet Tubariopsis och familjen Bolbitiaceae.   Inga underarter finns listade i Catalogue of Life.